# Етолійський союз

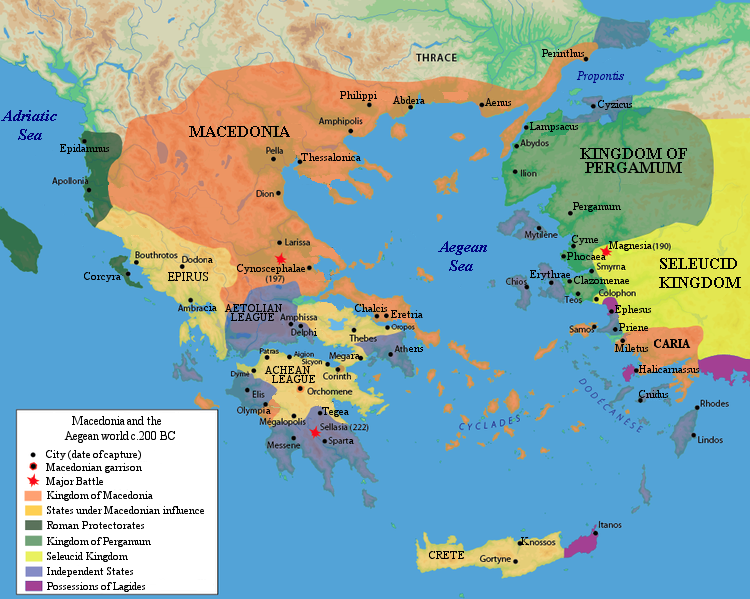
Етолійський союз у 200 до н. е.

Етолійський союз (грец. Αιτωλική Συμπολιτεία) — конфедерація племінних громад і міст-держав
 
у Стародавній Греції з центром в Етолії, Центральна Греція. 
Ймовірно, він був заснований в епоху раннього еллінізму, на противагу Македонії та Ахейському союзу. 
Щорічні зустрічі проводились у Фермоні та Панаетоліці. 
Союз окупував Дельфи з 290 року до н. е. і поступово завойовував території, поки до кінця III століття до н. е. він не захопив всю Центральну Грецію, за винятком Аттики та Беотії. 
На піку свого розвитку територія союзу містила Локріс, Маліду, Долопи, частини Фессалії, Фокіди та Акарнанії. 
Наприкінці свого існування деякі грецькі міста-держави приєдналися до Етолійського союзу, такі як аркадські міста Мантінея, Тегея, Фігалія та Кідонія на Криті. 

У класичний період етолійців не дуже цінували інші греки, які вважали їх напівварварами та безрозсудними. 

Союз мав складну політичну та адміністративну структуру, і їхня армія легко зрівнялися з іншими грецькими державами. 
Проте в елліністичний період Союз став домінуючою державою в центральній Греції та розширилися завдяки добровільному приєднанню кількох грецьких міст-держав.  Етолійській союз був змушений воювати проти Македонії та укласти союз із Римом, що призвело до остаточного завоювання Греції римлянами.

## Історія
Вже у V ст. до н. е. три етолійські племені — аподоти, офіони та евритани — об'єдналися в союз. Перші відомості про загальний Етолійський союз (грец. κοινόν τών Αίτωλών) сходять до 322 до н. е.
Пізніше до союзу приєдналися локри, ще пізніше — дельфійці, дорійці і частина Акарнанії (266 до н. е.). У 245 до н. е. до нього приєдналися на деякий час беотійці, близько 229 до н. е. — південні міста Фессалії. Крім того, до Союзу належали деякі пелопоннеські міста і навіть місцевості за межами грецького материка. Таким чином союз, що був спочатку племінним, розрісся до розмірів великого політичного утворення, поглинувши Дельфійську амфіктіонію.
Період найвищого територіального та політичного розвитку союзу відноситься до часу війни між спартанським царем Клеоменом III і Ахейським союзом. Після битви при Селассії під македонською гегемонією був заснований новий Еллінський союз, що послабило значення Етолійського союзу. Від нього відпали акарнанці, фокейці, беотійці і фессалійці.
Після смерті Антигона Досона 221 до н. е. етолійці вирішили повернути собі втрачений вплив і перш за все завоювати Мессенію, яка мала намір примкнути до еллінського союзу. Мессенці звернулися до ахейців, і між етолійцями і ахейцями почалася Союзницька війна, яка після розгрому грецьких областей завершилась у 217 р. до н.е. Навпактським миром, за яким ворогуючі сторони повинні були залишити за собою ті ж володіння, якими вони власне і володіли на момент укладення миру.
Невдовзі Філіпп V Македонський (220—179) почав війну з римлянами, до яких як союзники приєдналися етолійці, спартанці, мессенці, елейці та афіняни. Головний тягар війни повинні були нести етолійці. Вкрай виснажені війною, вони в 205 до н. е. уклали окремий мир з Філіппом і увійшли до Еллінського союзу, до якого незабаром приєднався і Рим.
У 200 до н. е. почалася Друга Македонська війна, під час якої етолійці билися на боці римлян. За їх участі було здобуто перемогу римлян над македонянами при Кіноскефалах (в 197 до н. е.). За це в 196 до н. е. вони отримали Локриду, Фокіду, Амбракію й Ойніади. Втім, оскільки домагання їх були надмірні, римляни уклали союз з ахейцями. Етолійці ж, які об'єднались із сирійським царем Антіохом Великим, у 191 до н. е. були розбиті при Фермопілах. Після остаточної перемоги римлян над Антіохом в 189 до н. е. етолійці були змушені просити миру, який був даний їм під умовою сплати 500 талантів контрибуції і визнання верховної влади римського народу. Цим був нанесений остаточний удар існуванню Етолійський союзу.